# Titanic (sång)
"Titanic (Andraklasspassagerarens sista sång)" är en sång skriven av Mikael Wiehe. Den spelades in av honom tillsammans med Kabaréorkestern till albumet Sjömansvisor från 1978.

## Texten
Sången beskriver de sista timmarna ombord på fartyget Titanic innan hon sjunker. Texten inleds Det började som en skakning på nedre däck... och därifrån följer låten ett par, hur de får gå upp på översta däck – som endast första klasspassagerarna vanligtvis har tillgång till – och hur de måste förbli till slutet, händelser som den man som för ordet i sången dock beskriver artigt och utan bitterhet. I texten bjuds passagerarna bland annat på ett gratis glas champagne och fartygsorkestern spelar Närmare, Gud, till dig (det senare en välkänd Titanic-myt).

## Tolkningar
Låten tolkades från början ofta, även av Wiehe själv, som en ironisk bild av medelklassens (och delar av arbetarklassens) handfallenhet och undergivenhet inför historiens gång. Paret förmår inte att bli upprörda över att deras säkerhet nonchalerats utan känner snarast stolthet över att få dö i fint sällskap, de ser inte klassklyftorna ombord.
Wiehe har i en senare intervju sagt att han långt efteråt tyckt sig se att det sjunkande skeppet i själva verket också var en metafor för musikrörelsens nedgång och fall. Men låten sammankopplas även ofta med kärnkraftsdebatten, och inför folkomröstningen om kärnkraften i Sverige 1980 såldes affischer, med skivkonvolutets bild av fartyget (av Lars Hejll) och låttexten, till förmån för Folkkampanjen Nej till kärnkraft. På den liveinspelning från 2009 som finns med på albumet Ta det tillbaka! tillägnar han låten den borgerliga regeringen. Den grundläggande tematiken i låttexten är enligt Wiehe själv "en liten mans känsla av hjälplöshet inför ett stort skeende som han inte kan påverka".

## Andra inspelningar
1978 spelades sången även in av Stefan Rüden på albumet Du fyller mitt sinne.
Arja Saijonmaa spelade in låten 1987 på albumet Högt över havet.
Humorprogrammet Rally spelade in en cover på "Titanic" som handlar om premiären på filmen Titanic från 1997 ("...vi förstod inte riktigt orsaken till att vi inte fick nåt gin – man hade sagt oss att detta var världens dyraste långfilm att spela in..."). I andra säsongen TV-programmet Så mycket bättre gjorde E-Type en inspelning av Titanic.